# Milk River (Alberta)
Milk River ist eine Stadt in der kanadischen Provinz Alberta am Alberta Highway 4.
In der Nähe fließt der Milk River, nach dem der Ort benannt ist. Der Ort liegt rund 70 km südlich von Lethbridge, 44 km westlich des Writing-on-Stone Provincial Park und 16 km von der Landesgrenze Kanada-USA entfernt.
1956 wurde der Ort offiziell zur Stadt erklärt. Die letzte offizielle Volkszählung, der Census 2016 durch Statistics Canada, ergab für die Gemeinde eine Bevölkerungszahl von 827 Einwohnern, nachdem der Zensus im Jahr 2011 für die Gemeinde noch eine Bevölkerungszahl von 811 Einwohnern ergab.
Die Umgebung des Ortes wird landwirtschaftlich genutzt, sodass sich mehrere Getreidespeicher am Ortsrand finden. Im Ort sind eine 1961 gegründete Grundschule und eine Weiterführende Schule, die 1910 eröffnete.
Die katholische Kirche St. Peter befindet sich in dem Ort. St. Paul ist die Kirche der United Church of Canada. Außerdem sind die Evangelikalen vertreten.
Es gibt einen Golfplatz mit 9 Löchern.
Östlich des Ortes ist ein Fundplatz für Fossilien von Zähnen von Säugetieren. Dort tritt ein Aufschluss einer geologischen, von Sandstein geprägten Schicht aus der Santonium-Zeit in dem Sedimentbecken Westkanadas hervor.

## Nachweise
1. 1 2  Census Profile. Census 2016. In: Statistics Canada. 9. August 2019, abgerufen am 27. Februar 2021 (englisch).
2. 1 2 3  Profiles of Municipalities and Regional Services. (PDF) In: Alberta Municipal Affairs. 19. Februar 2021, abgerufen am 27. Februar 2021 (englisch).
3. ↑  House Community Profile. Census 2011. In: Statistics Canada. 31. Mai 2016, abgerufen am 27. Februar 2021 (englisch).
4. ↑  Milk River Elementary School
5. ↑  Erle Rivers High School
6. ↑  Church of St. Peter
7. ↑  River of Life Church
8. ↑  Riverside Community Golf Course
9. ↑  John Acorn: Deep Alberta – Fossil Facts and Dinosaur Digs. 2007, S. 93
10. ↑  David A. Eberth: Hadrosaurs, 2015, S. 137